# الطواف النسائي للاتحاد الدولي لكرة المضرب – 2017 (يناير–مارس)
الطواف النسائي للاتحاد الدولي لكرة المضرب هي نسخة عام 2017 من الجولة الثانية في لعبة كرة المضرب للمحترفات. تنظمها الاتحاد الدولي لكرة المضرب وهي درجة أقل من جولة رابطة محترفات التنس. يتضمن الطواف العالمي لكرة المضرب النسائية برعاية الاتحاد الدولي لكرة المضرب بطولات بجوائز مالية تتراوح من $15،000 إلى $100،000.

## المواسم
| مواسم الطواف العالمي لكرة المضرب النسائية برعاية الاتحاد الدولي لكرة المضرب | مواسم الطواف العالمي لكرة المضرب النسائية برعاية الاتحاد الدولي لكرة المضرب | مواسم الطواف العالمي لكرة المضرب النسائية برعاية الاتحاد الدولي لكرة المضرب | مواسم الطواف العالمي لكرة المضرب النسائية برعاية الاتحاد الدولي لكرة المضرب | مواسم الطواف العالمي لكرة المضرب النسائية برعاية الاتحاد الدولي لكرة المضرب | مواسم الطواف العالمي لكرة المضرب النسائية برعاية الاتحاد الدولي لكرة المضرب | مواسم الطواف العالمي لكرة المضرب النسائية برعاية الاتحاد الدولي لكرة المضرب | مواسم الطواف العالمي لكرة المضرب النسائية برعاية الاتحاد الدولي لكرة المضرب | مواسم الطواف العالمي لكرة المضرب النسائية برعاية الاتحاد الدولي لكرة المضرب | مواسم الطواف العالمي لكرة المضرب النسائية برعاية الاتحاد الدولي لكرة المضرب |
| تسعينيات القرن العشرين                                                      | تسعينيات القرن العشرين                                                      | تسعينيات القرن العشرين                                                      | تسعينيات القرن العشرين                                                      | تسعينيات القرن العشرين                                                      | تسعينيات القرن العشرين                                                      | تسعينيات القرن العشرين                                                      | تسعينيات القرن العشرين                                                      | تسعينيات القرن العشرين                                                      | تسعينيات القرن العشرين                                                      |
| --------------------------------------------------------------------------- | --------------------------------------------------------------------------- | --------------------------------------------------------------------------- | --------------------------------------------------------------------------- | --------------------------------------------------------------------------- | --------------------------------------------------------------------------- | --------------------------------------------------------------------------- | --------------------------------------------------------------------------- | --------------------------------------------------------------------------- | --------------------------------------------------------------------------- |
| 1994                                                                        | 1995                                                                        | 1995                                                                        | 1996                                                                        | 1997                                                                        | 1998                                                                        | 1999                                                                        |                                                                             |                                                                             |                                                                             |
| العقد الأول من القرن 21                                                     |                                                                             |                                                                             |                                                                             |                                                                             |                                                                             |                                                                             |                                                                             |                                                                             |                                                                             |
| 2000                                                                        | 2001                                                                        | 2002                                                                        | 2003                                                                        | 2004                                                                        | 2005                                                                        | 2006                                                                        | 2007                                                                        | 2008 الربع الأول · الربع الثاني · الربع الثالث                              | 2009                                                                        |
| العقد الثاني من القرن 21                                                    |                                                                             |                                                                             |                                                                             |                                                                             |                                                                             |                                                                             |                                                                             |                                                                             |                                                                             |
| 2010 الربع الأول · الربع الثاني · الربع الثالث · الربع الرابع               | 2011 الربع الأول · الربع الثاني · الربع الثالث · الربع الرابع               | 2012 الربع الأول · الربع الثاني · الربع الثالث · الربع الرابع               | 2013 الربع الأول · الربع الثاني · الربع الثالث · الربع الرابع               | 2014 الربع الأول · الربع الثاني · الربع الثالث · الربع الرابع               | 2015 الربع الأول · الربع الثاني · الربع الثالث · الربع الرابع               | 2016 الربع الأول · الربع الثاني · الربع الثالث · الربع الرابع               | 2017 الربع الأول · الربع الثاني · الربع الثالث · الربع الرابع               | 2018 الربع الأول · الربع الثاني · الربع الثالث · الربع الرابع               | 2019 الربع الأول · الربع الثاني · الربع الثالث · الربع الرابع               |
| العقد الثالث من القرن 21                                                    |                                                                             |                                                                             |                                                                             |                                                                             |                                                                             |                                                                             |                                                                             |                                                                             |                                                                             |
| 2020 الربع الأول · الربع الثاني · الربع الثالث · الربع الرابع               | 2021 الربع الأول · الربع الثاني · الربع الثالث · الربع الرابع               | 2022 الربع الأول · الربع الثاني · الربع الثالث · الربع الرابع               | 2023 الربع الأول · الربع الثاني · الربع الثالث · الربع الرابع               | 2024 الربع الأول · الربع الثاني · الربع الثالث · الربع الرابع               | 2025 الربع الأول · الربع الثاني · الربع الثالث · الربع الرابع               |                                                                             |                                                                             |                                                                             |                                                                             |

## المفتاح
| الفئات      |
| بطولات W100 |
| بطولات W80  |
| بطولات W60  |
| بطولات W25  |
| بطولات W15  |

## الأشهر

### يناير
| الأسبوع  | البطولة | الفائزات                                               | الوصيفات                              | المتأهلات لنصف النهائي              | المتأهلات لربع النهائي                                                 |
| -------- | --- | ------------------------------------------------------ | ------------------------------------- | ----------------------------------- | ---------------------------------------------------------------------- |
| 2 يناير  | بطولة الاتحاد الدولي للتنس للسيدات – هونغ كونغ هونغ كونغ ملعب صلب $25،000 قرعة المباريات الفردية والزوجية               | لي يا-هسان 2–6، 7–6(7–4)، 6–3                          | تارا مور                              | هيروكو كواتا ميهارو إيمانيشي        | لو جياجينغ جونري ناميجاتا باربورا كرجتشيكوفا لوكسيكا كومخوم            |
| 2 يناير  | بطولة الاتحاد الدولي للتنس للسيدات – هونغ كونغ هونغ كونغ ملعب صلب $25،000 قرعة المباريات الفردية والزوجية               | هيروكو كواتا أكيكو أومي 6–1، 6–0                       | كسينيا ليكينا ريكو ساوياناجي          | هيروكو كواتا ميهارو إيمانيشي        | لو جياجينغ جونري ناميجاتا باربورا كرجتشيكوفا لوكسيكا كومخوم            |
| 9 يناير  | دايتونا بيتش، الولايات المتحدة ملعب ترابي $25،000 قرعة المباريات الفردية والزوجية                                       | أنهيلينا كالينينا 6–1، 6–2                             | إليزابيث هالباور                      | كارولاين دولهايد صوفيا زهوك         | بولينا ليكينا ألريكك إيكري فيكتوريا كوزموفا دانيال كولينز              |
| 9 يناير  | دايتونا بيتش، الولايات المتحدة ملعب ترابي $25،000 قرعة المباريات الفردية والزوجية                                       | روبن أندرسون أنهيلينا كالينينا 6–4، 6–1                | بولا كانيا كاتارزينا بيتر             | كارولاين دولهايد صوفيا زهوك         | بولينا ليكينا ألريكك إيكري فيكتوريا كوزموفا دانيال كولينز              |
| 9 يناير  | فورت دو فرانس، مارتينيك، فرنسا ملعب صلب $15،000 قرعة المباريات الفردية والزوجية                                         | جوليانا أولموس 7–5، 6–1                                | مونيكا كيلناروفا                      | مايو هيبي هسو تشيه يو               | أليس راميه تشانغ لينغ لوسي وارنييه ألكسندرا مورووزوفا                  |
| 9 يناير  | فورت دو فرانس، مارتينيك، فرنسا ملعب صلب $15،000 قرعة المباريات الفردية والزوجية                                         | ديسيراي كراوسيك جوليانا أولموس 6–3، 6–2                | سارا كاكاريفيك إيمانويل سالاس         | مايو هيبي هسو تشيه يو               | أليس راميه تشانغ لينغ لوسي وارنييه ألكسندرا مورووزوفا                  |
| 9 يناير  | الحمامات، تونس ملعب ترابي $15،000 قرعة المباريات الفردية والزوجية                                                       | ماريا تيريزا تورو فلور 6–2، 6–2                        | جوليا غرابر                           | فيكتوريا مونتين جوزفين بواليم       | فيرينا هوفر يانا سيزيكوفا كاتارينا كيرلاخ أنستاسيا نيفيدوفا            |
| 9 يناير  | الحمامات، تونس ملعب ترابي $15،000 قرعة المباريات الفردية والزوجية                                                       | كلوي باكيوت ماريا تيريزا تورو فلور 6–4، 6–4            | جوزفين بواليم جوليا غرابر             | فيكتوريا مونتين جوزفين بواليم       | فيرينا هوفر يانا سيزيكوفا كاتارينا كيرلاخ أنستاسيا نيفيدوفا            |
| 9 يناير  | أنطاليا، تركيا ملعب ترابي $15،000 قرعة المباريات الفردية والزوجية                                                       | أناستاسيا فاسيليفا 7–5، 6–3                            | تاييسيا موردرغر                       | صوفيا كوفاليتس كاترينا سليسار       | أوليسيا بيرفوشينا ديانا رادانوفيتش فيكتوريا بيترينكو ألونا فومينا      |
| 9 يناير  | أنطاليا، تركيا ملعب ترابي $15،000 قرعة المباريات الفردية والزوجية                                                       | تاييسيا موردرغر يانا موردرغر 3–6، 7–6(7–1)، [10–6]     | صوفيا كوفاليتس كاترينا سليسار         | صوفيا كوفاليتس كاترينا سليسار       | أوليسيا بيرفوشينا ديانا رادانوفيتش فيكتوريا بيترينكو ألونا فومينا      |
| 16 يناير | أورلاندو، الولايات المتحدة ملعب ترابي 25٬000 دولار قرعة المباريات الفردية والزوجية                                      | كاتارزينا بيتر 6–7(4–7)، 6–2، 6–4                      | صوفيا كينين                           | إليزابيث هالباور كاثرين سيبوف       | بولينا ليكينا كريستي آهن أنهيلينا كالينينا أولغا فريدمان               |
| 16 يناير | أورلاندو، الولايات المتحدة ملعب ترابي 25٬000 دولار قرعة المباريات الفردية والزوجية                                      | صوفي تشانغ ماديلين كوبلت 6–3، 3–6، [10–6]              | بولا كانيا كاتارزينا بيتر             | إليزابيث هالباور كاثرين سيبوف       | بولينا ليكينا كريستي آهن أنهيلينا كالينينا أولغا فريدمان               |
| 16 يناير | القاهرة، مصر ملعب ترابي 15٬000 دولار قرعة المباريات الفردية والزوجية                                                    | أوانا جورجيتا سيميون 6–4، 6–3                          | كريستينا إيني                         | هيلين شولسن ساندرا سمير             | شانتال شكاملوفا آياكا أوكونو فاطمة النبهاني بويانا مارينكوفيتش         |
| 16 يناير | القاهرة، مصر ملعب ترابي 15٬000 دولار قرعة المباريات الفردية والزوجية                                                    | آياكا أوكونو شانتال شكاملوفا 4–6، 6–4، [10–6]          | فاطمة النبهاني ساندرا سمير            | هيلين شولسن ساندرا سمير             | شانتال شكاملوفا آياكا أوكونو فاطمة النبهاني بويانا مارينكوفيتش         |
| 16 يناير | بيتي-بور، غوادلوب، فرنسا ملعب صلب $15،000 قرعة المباريات الفردية والزوجية نسخة محفوظة 2021-09-20 على موقع واي باك مشين. | مايو هيبي 6–3، 6–0                                     | جوليانا أولموس                        | ماري أوساكا مونيكا كيلناروفا        | إستيل كاسينو كارول تشاو أنستاسيا ديتيك Zhang Ling                      |
| 16 يناير | بيتي-بور، غوادلوب، فرنسا ملعب صلب $15،000 قرعة المباريات الفردية والزوجية نسخة محفوظة 2021-09-20 على موقع واي باك مشين. | مايو هيبي كارول تشاو 2–6، 7–6(8–6)، [11–9]             | إميلي فرانساتي شارلوت روبيلارد-ميليت  | ماري أوساكا مونيكا كيلناروفا        | إستيل كاسينو كارول تشاو أنستاسيا ديتيك Zhang Ling                      |
| 16 يناير | شتوتغارت، ألمانيا ملعب صلب (داخلي) $15،000 قرعة المباريات الفردية والزوجية                                              | ماركيتا فوندروسوفا 3–6، 6–2، 6–1                       | آنا زيا                               | غريت مينين لو بولو                  | كاثارينا هوبغارسكي رونيت يوروفيسكي إيكاترينا كازيونوڤا أنستاسيا شوشينا |
| 16 يناير | شتوتغارت، ألمانيا ملعب صلب (داخلي) $15،000 قرعة المباريات الفردية والزوجية                                              | مريم كولودزييوفا ماركيتا فوندروسوفا 7–6(7–3)، 7–5      | أنيتا هوساريتش كيمبرلي زيمرمان        | غريت مينين لو بولو                  | كاثارينا هوبغارسكي رونيت يوروفيسكي إيكاترينا كازيونوڤا أنستاسيا شوشينا |
| 16 يناير | الحمامات، تونس ملعب ترابي $15،000 قرعة المباريات الفردية والزوجية                                                       | ماريا تيريزا تورو فلور 6–3، انسحاب                     | ألكسندرا دولغيرو                      | أندريا غاميز لورا بيجوسي            | كريستينا دينو مارين بارتود جوزفين بواليم جوليا جراير                   |
| 16 يناير | الحمامات، تونس ملعب ترابي $15،000 قرعة المباريات الفردية والزوجية                                                       | لورا بيجوسي ماريا تيريزا تورو فلور 6–2، 6–4            | كريستينا دينو يانا سيزيكوفا           | أندريا غاميز لورا بيجوسي            | كريستينا دينو مارين بارتود جوزفين بواليم جوليا جراير                   |
| 16 يناير | أنطاليا، تركيا ملعب ترابي $15،000 قرعة المباريات الفردية والزوجية                                                       | ألكساندرا بوسبيلوفا 6–4، 1–6، 6–4                      | أناستاسيا فاسيليفا                    | ألونا فومينا تاييسيا مورديرغر       | أوليسيا بيفورشينا ديانا رادانوفيتش ماريا فرنندا هيرازو صوفيا كوفالتس   |
| 16 يناير | أنطاليا، تركيا ملعب ترابي $15،000 قرعة المباريات الفردية والزوجية                                                       | ماريا فرنندا هيرازو كاتيرينا سليسار 7–6(7–1)، 6–0      | أوليسيا بيفورشينا ألكساندرا بوسبيلوفا | ألونا فومينا تاييسيا مورديرغر       | أوليسيا بيفورشينا ديانا رادانوفيتش ماريا فرنندا هيرازو صوفيا كوفالتس   |
| 23 يناير | Engie Open Andrézieux-Bouthéon 42 أندريزيو-بوثيون، فرنسا ملعب صلب (داخلي) $60،000 الأفراد - الزوجي                      | أنيت كونتافيت 6–4، 7–6(7–5)                            | إيفانا جوروفيتش                       | أمرا ساديكوفيتش تيريزا سميتكوفا     | لورا روبسون تمارا كورباتش لو بولاو تيريزا مارتينكوفا                   |
| 23 يناير | Engie Open Andrézieux-Bouthéon 42 أندريزيو-بوثيون، فرنسا ملعب صلب (داخلي) $60،000 الأفراد - الزوجي                      | نيكولا جوير آنا زيا 6–3، 2–2 اعتزال.                   | آنا بوغدان إيوانا لوريدانا روسكا      | أمرا ساديكوفيتش تيريزا سميتكوفا     | لورا روبسون تمارا كورباتش لو بولاو تيريزا مارتينكوفا                   |
| 23 يناير | ويسلي تشابل، الولايات المتحدة ملعب ترابي $25،000 قرعة المباريات الفردية والزوجية                                        | أنهيلينا كالينينا 6–4، 6–4                             | إليزافيتا يانتشوك                     | بريانا مورغان صوفيا كينين           | لورين إمبري ييسيكا ماليكوفا باولا كانيا روبن أندرسون                   |
| 23 يناير | ويسلي تشابل، الولايات المتحدة ملعب ترابي $25،000 قرعة المباريات الفردية والزوجية                                        | شانيل سيموندز ريناتا زارازوا 6–2، 7–6(7–5)             | إليزابيث هالباور صوفيا كينين          | بريانا مورغان صوفيا كينين           | لورين إمبري ييسيكا ماليكوفا باولا كانيا روبن أندرسون                   |
| 23 يناير | القاهرة، مصر ملعب ترابي $15،000 قرعة المباريات الفردية والزوجية                                                         | هيلين شولسن 6–2، 7–5                                   | فاطمة النبهاني                        | شانتال شكاملوفا كريستينا إيني       | أوانا جورجيتا سيميون بيتيا أرشينكوفا أناستاسيا سوخوتينا ساندرا سمير    |
| 23 يناير | القاهرة، مصر ملعب ترابي $15،000 قرعة المباريات الفردية والزوجية                                                         | أياكا أوكونو شانتال شكاملوفا 6–3، 6–1                  | فاطمة النبهاني ساندرا سمير            | شانتال شكاملوفا كريستينا إيني       | أوانا جورجيتا سيميون بيتيا أرشينكوفا أناستاسيا سوخوتينا ساندرا سمير    |
| 23 يناير | سانت مارتين، غوادلوب، فرنسا ملعب صلب $15،000 قرعة المباريات الفردية والزوجية                                            | بريسيلا هيس 6–2، 6–2                                   | إستيل كاسينو                          | جوليانا أولموس آشلي كراتزير         | هسو تشيه يو أماندين كازو سارا كاكاريفيك إيمي زو                        |
| 23 يناير | سانت مارتين، غوادلوب، فرنسا ملعب صلب $15،000 قرعة المباريات الفردية والزوجية                                            | ديزيراي كراوتزك جوليانا أولموس 6–1، 6–1                | شاين يوويك روزالي فان دير هوك         | جوليانا أولموس آشلي كراتزير         | هسو تشيه يو أماندين كازو سارا كاكاريفيك إيمي زو                        |
| 23 يناير | ألماتي، كازاخستان ملعب صلب (داخلي) $15،000 قرعة المباريات الفردية والزوجية                                              | بولينا مونوفا 6–3، 6–3                                 | إيكاترينا كازييونوفا                  | أكاري إينو أناستاسيا بريبيلوفا      | إيفا ألكساندروفا غوزال أينيتمدينوفا كاثارينا لينرت كاميلا كيريمبايفا   |
| 23 يناير | ألماتي، كازاخستان ملعب صلب (داخلي) $15،000 قرعة المباريات الفردية والزوجية                                              | ألينا سيليتش إريكا فوغلزانع 6–3، 4–6، [10–6]           | أكاري إينو ماي مينوكوشي               | أكاري إينو أناستاسيا بريبيلوفا      | إيفا ألكساندروفا غوزال أينيتمدينوفا كاثارينا لينرت كاميلا كيريمبايفا   |
| 23 يناير | الحمامات، تونس ملعب ترابي $15،000 قرعة المباريات الفردية والزوجية                                                       | كريستينا دينو 6–2، 6–1                                 | كاتارينا كيرلاخ                       | يلينا سيميتش جيورجيا أندريا كراتشون | إيمانويل جيرارد يانا سيزيكوفا فيكتوريا مونتين بولا بادوسا جبرت         |
| 23 يناير | الحمامات، تونس ملعب ترابي $15،000 قرعة المباريات الفردية والزوجية                                                       | ديسبينا باباميتشايل لورا بيجوسي 6–3، 4–6، [10–5]       | فيكتوريا مونتين سون شو ليو            | يلينا سيميتش جيورجيا أندريا كراتشون | إيمانويل جيرارد يانا سيزيكوفا فيكتوريا مونتين بولا بادوسا جبرت         |
| 23 يناير | أنطاليا، تركيا ملعب ترابي $15،000 قرعة المباريات الفردية والزوجية                                                       | رالوكا جورجيانا شيربان 6–2، 6–3                        | ألونا فومينا                          | يانا مورديرغر ديانا رادانوفيتش      | جوليا ستاماتوفا لي بي شي تيسييا مورديرغر ديا إفتيموفا                  |
| 23 يناير | أنطاليا، تركيا ملعب ترابي $15،000 قرعة المباريات الفردية والزوجية                                                       | ديا إفتيموفا جاسمينا تينجيتش 6–4، 6–7(4–7)، [10–5]     | تيسييا مورديرغر يانا مورديرغر         | يانا مورديرغر ديانا رادانوفيتش      | جوليا ستاماتوفا لي بي شي تيسييا مورديرغر ديا إفتيموفا                  |
| 30 يناير | Dow Tennis Classic ميدلاند، الولايات المتحدة ملعب صلب (داخلي) $100،000 Singles – Doubles                                | تاتيانا ماريا 4–6، 7–6(8–6)، 4–6                       | نايومي برودي                          | جوليا بوسوروب كاثرين سيبوف          | كايلا داي آنا كارولينا شميدلوفا سيسيل كاراتانتشيفا فارفارا ليبتشينكو   |
| 30 يناير | Dow Tennis Classic ميدلاند، الولايات المتحدة ملعب صلب (داخلي) $100،000 Singles – Doubles                                | أشلي وينهولد كيتلين ووريسكي 7–6(1–7)، 3–6              | كايلا داي كارولين دولهايد             | جوليا بوسوروب كاثرين سيبوف          | كايلا داي آنا كارولينا شميدلوفا سيسيل كاراتانتشيفا فارفارا ليبتشينكو   |
| 30 يناير | Burnie International بورني، أستراليا ملعب صلب $60،000 Singles – Doubles                                                 | آسيا محمد 2–6، 1–6                                     | أرينا روديونوفا                       | ماري بوزكوفا تايلور تاونسند         | ألكسندرا فوزنياك تمارا زيدانسيك إليزافيتا كوليتشكوفا أوليفيا روجوفسكا  |
| 30 يناير | Burnie International بورني، أستراليا ملعب صلب $60،000 Singles – Doubles                                                 | ريكو ساوايانيغي باربورا شتيفكوفا 7–6(8–6)، 4–6، [10–7] | أليسون باي فاراتشايا وونجتينتشاي      | ماري بوزكوفا تايلور تاونسند         | ألكسندرا فوزنياك تمارا زيدانسيك إليزافيتا كوليتشكوفا أوليفيا روجوفسكا  |
| 30 يناير | غرونوبل، فرنسا ملعب صلب (داخلي) 25٬000 دولار قرعة المباريات الفردية والزوجية                                            | ماركيتا فوندروسوفا 7–5، 6–4                            | آنا بلينكوفا                          | فاليريا سولوفيفا تيريزا سميتكوفا    | كاثينكا فون ديكمان فيرجيني رازانو أمرا ساديكوفيتش كويرين ليموين        |
| 30 يناير | غرونوبل، فرنسا ملعب صلب (داخلي) 25٬000 دولار قرعة المباريات الفردية والزوجية                                            | كرمن إيلونا تيريزا سميتكوفا 6–1، 7–5                   | أليكساندرا كادانتسو كورنيليا ليستر    | فاليريا سولوفيفا تيريزا سميتكوفا    | كاثينكا فون ديكمان فيرجيني رازانو أمرا ساديكوفيتش كويرين ليموين        |
| 30 يناير | القاهرة، مصر ملعب ترابي 15٬000 دولار قرعة المباريات الفردية والزوجية                                                    | شانتال شكاملوفا 3–6، 7–6(7–1)، 6–1                     | جيل تيخمان                            | أياكا أوكونو ساندرا سمير            | كارين كينيل دانا كريمر شيلبي تالكوت هيلين شولسن                        |
| 30 يناير | القاهرة، مصر ملعب ترابي 15٬000 دولار قرعة المباريات الفردية والزوجية                                                    | ناتاشا بالها ريشيكا سانكارا 6–2، 6–1                   | ساندرا سمير شيلبي تالكوت              | أياكا أوكونو ساندرا سمير            | كارين كينيل دانا كريمر شيلبي تالكوت هيلين شولسن                        |
| 30 يناير | ألماتي، كازاخستان ملعب صلب (داخلي) 15٬000 دولار قرعة المباريات الفردية والزوجية                                         | أولغا دوروشينا 4–1 انسحاب                              | بولينا مونوفا                         | ألينا سيليتش آنا مورجينا            | داريا كروجكوفا كارولين روميو فاليريا أورزوموفا إيكاترينا كازيونوڤا     |
| 30 يناير | ألماتي، كازاخستان ملعب صلب (داخلي) 15٬000 دولار قرعة المباريات الفردية والزوجية                                         | أولغا دوروشينا بولينا مونوفا 6–1، 6–2                  | بيا كونينغ كاثرينا لينيرت             | ألينا سيليتش آنا مورجينا            | داريا كروجكوفا كارولين روميو فاليريا أورزوموفا إيكاترينا كازيونوڤا     |
| 30 يناير | الحمامات، تونس ملعب ترابي 15،000 $ قرعة المباريات الفردية والزوجية                                                      | يلينا سيميتش 6–7(5–7)، 6–4، 7–6(7–2)                   | يانا سيزيكوفا                         | أودري ألبي ليوني كونغ               | بولا بادوسا جيبير غيورغيا ماركيتي أنجيليكا موراتيلي بياتريس لومباردو   |
| 30 يناير | الحمامات، تونس ملعب ترابي 15،000 $ قرعة المباريات الفردية والزوجية                                                      | غيورغيا ماركيتي أنجيليكا موراتيلي 6–4، 6–3             | هسو تشيه يو يانا سيزيكوفا             | أودري ألبي ليوني كونغ               | بولا بادوسا جيبير غيورغيا ماركيتي أنجيليكا موراتيلي بياتريس لومباردو   |
| 30 يناير | أنطاليا، تركيا ملعب ترابي 15،000 $ قرعة المباريات الفردية والزوجية                                                      | يانا مورديرجير 6–4، 6–3                                | تايسييا مورديرجير                     | جوليا ستاماتوفا ناستجا كولار        | رالوكا جورجيانا سيربان ديا إفتيموفا سابرينا ريتبرجر ألونا فومينا       |
| 30 يناير | أنطاليا، تركيا ملعب ترابي 15،000 $ قرعة المباريات الفردية والزوجية                                                      | ديا إفتيموفا جاسمينا تينجيتش 2–6، 6–3، [10–8]          | تايسييا مورديرجير يانا مورديرجير      | جوليا ستاماتوفا ناستجا كولار        | رالوكا جورجيانا سيربان ديا إفتيموفا سابرينا ريتبرجر ألونا فومينا       |
| 30 يناير | إيجون جي بي برو-سيريز غلاسكو غلاسكو، المملكة المتحدة ملعب صلب (داخلي) 15،000 دولار قرعة المباريات الفردية والزوجية      | بترا كرجسوفا 2–6، 7–5، 6–4                             | بيبيان ويجيرس                         | كيمبرلي زيمايرمان جوليا واتشاكيك    | تيس سوجنو رونيت يوروفكسي مالوري نويل إيمينا بيكتاس                     |
| 30 يناير | إيجون جي بي برو-سيريز غلاسكو غلاسكو، المملكة المتحدة ملعب صلب (داخلي) 15،000 دولار قرعة المباريات الفردية والزوجية      | جوسلين ري آنا سميث 6–3، 6–2                            | لورا-إيوانا أندري بترا كرجسوفا        | كيمبرلي زيمايرمان جوليا واتشاكيك    | تيس سوجنو رونيت يوروفكسي مالوري نويل إيمينا بيكتاس                     |

### فبراير
| الأسبوع   | البطولة                                                                             | الفائزات                                                 | الوصيفات                            | المتأهلات لنصف النهائي                | المتأهلات لربع النهائي                                                            |
| --------- | ----------------------------------------------------------------------------------- | -------------------------------------------------------- | ----------------------------------- | ------------------------------------- | --------------------------------------------------------------------------------- |
| 6 فبراير  | لاونسستون إنترناشونال لاونسستون، أستراليا ملعب صلب $60،000 Singles – Doubles        | جيمي لوب 7–6(7–4)، 6–3                                   | تمارا زيدانسيك                      | آسيا محمد باربورا كرجتشيكوفا          | هان زينيون كريستي آهن كاتي دان جيمي فورليس                                        |
| 6 فبراير  | لاونسستون إنترناشونال لاونسستون، أستراليا ملعب صلب $60،000 Singles – Doubles        | مونيك أدامكزاك نيكول ميليشار 6–1، 6–2                    | جورجيا بريسكا تمارا زيدانسيك        | آسيا محمد باربورا كرجتشيكوفا          | هان زينيون كريستي آهن كاتي دان جيمي فورليس                                        |
| 6 فبراير  | شرم الشيخ، مصر ملعب صلب $15،000 قرعة المباريات الفردية والزوجية                     | يوانا ديانا بيتروي 7–6(7–2)، 6–7(2–7)، 6–1               | أناستاسيا بريبيلوفا                 | آنا مورجينا سارة-ريبيكا سيكوليتش      | جولييت ستور لينيا مالمكفيست أليس ماتيوكسي بريندا نجوكي                            |
| 6 فبراير  | شرم الشيخ، مصر ملعب صلب $15،000 قرعة المباريات الفردية والزوجية                     | ماغالي كيمبين شيلبي تالكوت 7–6(7–5)، 6–2                 | بريندا نجوكي مارليس زوبر            | آنا مورجينا سارة-ريبيكا سيكوليتش      | جولييت ستور لينيا مالمكفيست أليس ماتيوكسي بريندا نجوكي                            |
| 6 فبراير  | ترنافا، سلوفاكيا ملعب صلب (داخلي) $15،000 قرعة المباريات الفردية والزوجية           | بيرنيلا مينديسوفا 6–2، 6–7(2–7)، 7–6(7–4)                | ميكايلا أونتشوفا                    | فيندولا زوفينكوفا لينكا جريكوفا       | شانتال شكاملوفا فيفيين يوهوسوفا ألبرتا بريانتي تيريزا بروتشازكوفا                 |
| 6 فبراير  | ترنافا، سلوفاكيا ملعب صلب (داخلي) $15،000 قرعة المباريات الفردية والزوجية           | فيفيان هايسن مارجريتا لازاريفا 4–6، 6–4، [10–7]          | ساندرا جامريخوفا فيفيين يوهوسوفا    | فيندولا زوفينكوفا لينكا جريكوفا       | شانتال شكاملوفا فيفيين يوهوسوفا ألبرتا بريانتي تيريزا بروتشازكوفا                 |
| 6 فبراير  | ماناكور، إسبانيا ملعب ترابي $15،000 قرعة المباريات الفردية والزوجية                 | إيزابيل والاس 6–3، 7–6(7–5)                              | ماريا تيريزا تورو فلور              | إليان بويكينز أناستاسيا زاريتسكا      | جوليا بايولا صوفيا كوفاليتس جيوما مارستاني أندريا كا                              |
| 6 فبراير  | ماناكور، إسبانيا ملعب ترابي $15،000 قرعة المباريات الفردية والزوجية                 | لورين إمبري أليكسا غواراشي 6–1، 7–5                      | جايدا دانيال كوين جليسون            | إليان بويكينز أناستاسيا زاريتسكا      | جوليا بايولا صوفيا كوفاليتس جيوما مارستاني أندريا كا                              |
| 6 فبراير  | الحمامات، تونس ملعب ترابي $15،000 قرعة المباريات الفردية والزوجية                   | جورجينا غارسيا بيريز 7–5، 6–2                            | جيل تيخمان                          | مارغوت ييروليموس فاسيليسا أبوناسينكو  | ساندرا سمير يانا سيزيكوفا سفيلتلانا بيرازينكا أناستاسيا نيفيدوفا                  |
| 6 فبراير  | الحمامات، تونس ملعب ترابي $15،000 قرعة المباريات الفردية والزوجية                   | غيورغيا ماركيتي أنجيليكا موراتيلي 2–6، 6–3، [10–8]       | هسو تشيه يو فيكتوريا مونتيان        | مارغوت ييروليموس فاسيليسا أبوناسينكو  | ساندرا سمير يانا سيزيكوفا سفيلتلانا بيرازينكا أناستاسيا نيفيدوفا                  |
| 6 فبراير  | أنطاليا، تركيا ملعب ترابي $15،000 قرعة المباريات الفردية والزوجية                   | ديا إفتيموفا بالانسحاب                                   | فالنتينا إيفاخنينكو                 | كريستينا إيني باشاك إرايدن            | كارين كينيل ماجدالينا بانتوتشكوفا ناستجا كولار إليسا فانلانجدونك                  |
| 6 فبراير  | أنطاليا، تركيا ملعب ترابي $15،000 قرعة المباريات الفردية والزوجية                   | باشاك إرايدن فالنتينا إيفاخنينكو 7–6(8–6)، 6–2           | كارين كينيل ناستجا كولار            | كريستينا إيني باشاك إرايدن            | كارين كينيل ماجدالينا بانتوتشكوفا ناستجا كولار إليسا فانلانجدونك                  |
| 6 فبراير  | إدجباستون، المملكة المتحدة ملعب صلب (داخلي) $15،000 قرعة المباريات الفردية والزوجية | مانو أركانجيولي 7–6(7–4)، 6–1                            | بانا أودفاردي                       | ماري بينوا رونيت يوروفيسكي            | كلاارتجي ليبنس كلوديا جيوفين هارموني تان تيس سوغنو                                |
| 6 فبراير  | إدجباستون، المملكة المتحدة ملعب صلب (داخلي) $15،000 قرعة المباريات الفردية والزوجية | سارة بيث غري أوليفيا نيكولز 6–3، 5–7، [10–7]             | ميلاني ستوك جوليا فاخاتشيك          | ماري بينوا رونيت يوروفيسكي            | كلاارتجي ليبنس كلوديا جيوفين هارموني تان تيس سوغنو                                |
| 13 فبراير | برث، أستراليا ملعب صلب $25،000 قرعة المباريات الفردية والزوجية                      | ماري بوزكوفا 1–6، 6–3، 6–2                               | ماركيتا فوندروسوفا                  | فيكتوريا كوزموفا تمارا زيدانسيك       | باربورا كرجتشيكوفا كاتارينا زافاتسكا بريسيلا هون هان نا-لي                        |
| 13 فبراير | برث، أستراليا ملعب صلب $25،000 قرعة المباريات الفردية والزوجية                      | جونري ناميجاتا ريكو ساوياناجي 7–6(7–5)، 4–6، [11–9]      | إرينا براء برارثانا ثومبار          | فيكتوريا كوزموفا تمارا زيدانسيك       | باربورا كرجتشيكوفا كاتارينا زافاتسكا بريسيلا هون هان نا-لي                        |
| 13 فبراير | آلتنكيرشن، ألمانيا سجاد (داخلي) $25،000 قرعة المباريات الفردية والزوجية             | بيبيان ويجيرس 7–5، 7–5                                   | كيرين ليموين                        | ماغدالينا ريباريكوفا آنا كالينسكايا   | دليلا ياكوبوفيتش جيسيكا ماليكوفا فيفيان هايزن تارا مور                            |
| 13 فبراير | آلتنكيرشن، ألمانيا سجاد (داخلي) $25،000 قرعة المباريات الفردية والزوجية             | ألكسندرا كادنتسو كورنيليا ليستر 6–2، 3–6، [11–9]         | تارا مور كوني بيرين                 | ماغدالينا ريباريكوفا آنا كالينسكايا   | دليلا ياكوبوفيتش جيسيكا ماليكوفا فيفيان هايزن تارا مور                            |
| 13 فبراير | سوربرايز، الولايات المتحدة ملعب صلب $25،000 قرعة المباريات الفردية والزوجية         | كارولين دولهيد 6–3، 6–1                                  | دانييل لاو                          | سيسيل كاراتانتشيفا ماريانا دوكي       | جاكلين كريستيان كاثينكا فون ديكمان مايو هيبي بيانكا أندريسكو                      |
| 13 فبراير | سوربرايز، الولايات المتحدة ملعب صلب $25،000 قرعة المباريات الفردية والزوجية         | ماريانا دوكي ناديه بودوروسكا 4–6، 6–0، [10–5]            | أوسوي مايتان أركونادا صوفيا كينين   | سيسيل كاراتانتشيفا ماريانا دوكي       | جاكلين كريستيان كاثينكا فون ديكمان مايو هيبي بيانكا أندريسكو                      |
| 13 فبراير | نانجينغ، الصين ملعب صلب 15،000 دولار قرعة المباريات الفردية والزوجية                | شون فانجيينغ 6–4، 6–4                                    | أياكا أوكونو                        | قوه هانيو كانغ جياكي                  | ليو تشانغ تانغ هوتشين كريستيانا فيراندو صن زيو                                    |
| 13 فبراير | نانجينغ، الصين ملعب صلب 15،000 دولار قرعة المباريات الفردية والزوجية                | قوه شانشان جيانغ شينيو 7–5، 7–5                          | نودنيدا لوانجنام يي كيويو           | قوه هانيو كانغ جياكي                  | ليو تشانغ تانغ هوتشين كريستيانا فيراندو صن زيو                                    |
| 13 فبراير | شرم الشيخ، مصر ملعب صلب 15،000 دولار قرعة المباريات الفردية والزوجية                | سارة-ربيكا سيكوليتش 6–2، 6–4                             | إميلي ويبلي سميث                    | نوريا باريزاس دياز شيلبي تالكوت       | إيوانا ديانا بيتروييو ماغالي كيمبين أليس ماتيوكسي بريت جيوكينس                    |
| 13 فبراير | شرم الشيخ، مصر ملعب صلب 15،000 دولار قرعة المباريات الفردية والزوجية                | بريت جيوكينس ماغالي كيمبين 6–3، 2–6، [10–7]              | إيلينا بوغدان ميريام بيانكا بولغارو | نوريا باريزاس دياز شيلبي تالكوت       | إيوانا ديانا بيتروييو ماغالي كيمبين أليس ماتيوكسي بريت جيوكينس                    |
| 13 فبراير | بيرغامو، إيطاليا ملعب ترابي (داخلي) $15،000 قرعة المباريات الفردية والزوجية         | إيغا شفيونتيك 6–4، 3–6، 6–3                              | مارتينا دي جوزيبي                   | تاتيانا بيري أوانا جورجيتا سيمييون    | كيارا جريم شانتال شكاملوفا جوليا جاتو مونتيكوني هيلين شولسين                      |
| 13 فبراير | بيرغامو، إيطاليا ملعب ترابي (داخلي) $15،000 قرعة المباريات الفردية والزوجية         | تاتيانا بيري لوكريتسيا ستيفانيني 3–6، 6–3، [10–6]        | مارتينا كولميجنا ييلينا إن ألبون    | تاتيانا بيري أوانا جورجيتا سيمييون    | كيارا جريم شانتال شكاملوفا جوليا جاتو مونتيكوني هيلين شولسين                      |
| 13 فبراير | ماناكور، إسبانيا ملعب ترابي $15،000 قرعة المباريات الفردية والزوجية                 | ماريا تيريزا تورو فلور 6–4، 6–2                          | أناستاسيا زاريتسكا                  | مارغو ييروليموس إيفون كافالي رايميرس  | ديانا نيجرينو جويمار ماريستاني إيزابيل والاس نويمي بوزو زانوتي                    |
| 13 فبراير | ماناكور، إسبانيا ملعب ترابي $15،000 قرعة المباريات الفردية والزوجية                 | أولغا سايز لارّا ماريا تيريزا تورو فلور 6–3، 6–2          | إيفون كافالي رايميرس شارلوت رومير   | مارغو ييروليموس إيفون كافالي رايميرس  | ديانا نيجرينو جويمار ماريستاني إيزابيل والاس نويمي بوزو زانوتي                    |
| 13 فبراير | الحمامات، تونس ملعب ترابي $15،000 قرعة المباريات الفردية والزوجية                   | جوليا غرابهير 6–7(5–7)، 6–2، 6–2                         | لورا بيجوسي                         | ساندرا سمير كاميلا كيريمباييفا        | جورجينا غارسيا بيريز جيسيكا هو سفيتلانا بيراژنكا أنجيليكا موراتيلي                |
| 13 فبراير | الحمامات، تونس ملعب ترابي $15،000 قرعة المباريات الفردية والزوجية                   | فيفيان يوهاتسوفا كاميلا كيريمباييفا 3–6، 6–4، [10–8]     | إيليني كوروليمي سفيتلانا بيراژنكا   | ساندرا سمير كاميلا كيريمباييفا        | جورجينا غارسيا بيريز جيسيكا هو سفيتلانا بيراژنكا أنجيليكا موراتيلي                |
| 13 فبراير | أنطاليا، تركيا ملعب ترابي $15،000 قرعة المباريات الفردية والزوجية                   | ديانا رادانوفيتش 6–4، 7–6(7–1)                           | باشاك إرايدن                        | كريستينا دينو أيلا أكسو               | أناستاسيا فاسيليفا كريستينا إني آني فانجيلوفا ماغدالينا بانتوتشكوفا               |
| 13 فبراير | أنطاليا، تركيا ملعب ترابي $15،000 قرعة المباريات الفردية والزوجية                   | باشاك إرايدن كارين كينل 6–3، 2–6، [10–5]                 | كريستينا دينو كريستينا إني          | كريستينا دينو أيلا أكسو               | أناستاسيا فاسيليفا كريستينا إني آني فانجيلوفا ماغدالينا بانتوتشكوفا               |
| 13 فبراير | ويرال، المملكة المتحدة ملعب صلب (indoor) $15،000 قرعة المباريات الفردية والزوجية    | مايا لامسدن 6–4، 6–1                                     | مايا شوالينسكا                      | هارموني تان جوليا فاخاتشيك            | إيمينا بيكتاس نينا شتادلر كريستينا شميدلوفا كارين بريتزا                          |
| 13 فبراير | ويرال، المملكة المتحدة ملعب صلب (indoor) $15،000 قرعة المباريات الفردية والزوجية    | مايا شوالينسكا ميابي إينووي 6–4، 6–4                     | إيمينا بيكتاس رونيت يوروفيسكي       | هارموني تان جوليا فاخاتشيك            | إيمينا بيكتاس نينا شتادلر كريستينا شميدلوفا كارين بريتزا                          |
| 20 فبراير | بيرث، أستراليا ملعب صلب $25،000 قرعة المباريات الفردية والزوجية                     | ديستاني أيافا 6–1، 6–1                                   | فيكتوريا كوزموفا                    | تيريزا مردجا بريسيلا هون              | فاراتشايا وونجتينتشاي تيساه أندريانجافيتريمو أبيجيل تيري-أبيسا ماركيتا فوندروسوفا |
| 20 فبراير | بيرث، أستراليا ملعب صلب $25،000 قرعة المباريات الفردية والزوجية                     | جونري ناميجاتا ريكو ساوياناجي 4–6، 7–5، [10–6]           | تامي باترسون أوليفيا روجوفسكا       | تيريزا مردجا بريسيلا هون              | فاراتشايا وونجتينتشاي تيساه أندريانجافيتريمو أبيجيل تيري-أبيسا ماركيتا فوندروسوفا |
| 20 فبراير | موسكو، روسيا ملعب صلب (داخلي) $25،000 قرعة المباريات الفردية والزوجية               | بولينا مونوفا 6–1، 6–1                                   | ألينا سيليتش                        | أن صوفي ميستاتش آنا كارولينا شميدلوفا | يلينا ريباكينا فيتاليا دياتشينكو داريا كروجكوفا دايانا يستريمسكا                  |
| 20 فبراير | موسكو، روسيا ملعب صلب (داخلي) $25،000 قرعة المباريات الفردية والزوجية               | فيرا لابكو دايانا يستريمسكا 7–5، 6–3                     | بيبيان ويجيرس كاترينا ياشينا        | أن صوفي ميستاتش آنا كارولينا شميدلوفا | يلينا ريباكينا فيتاليا دياتشينكو داريا كروجكوفا دايانا يستريمسكا                  |
| 20 فبراير | رانشو سانتا فيه، الولايات المتحدة ملعب صلب $25،000 قرعة المباريات الفردية والزوجية  | بيانكا أندريسكو 6–4، 6–1                                 | كايلا داي                           | كاثرين سيبوف صوفيا كينين              | مايو هيبي ماريا سانشيز كارولين دولهايد ميشيل لارشر دي بريتو                       |
| 20 فبراير | رانشو سانتا فيه، الولايات المتحدة ملعب صلب $25،000 قرعة المباريات الفردية والزوجية  | كايلا داي كارولين دولهايد 6–3، 1–6، [10–7]               | أنهيلينا كالينينا كيارا شول         | كاثرين سيبوف صوفيا كينين              | مايو هيبي ماريا سانشيز كارولين دولهايد ميشيل لارشر دي بريتو                       |
| 20 فبراير | نانجينغ، الصين ملعب صلب 15٬000 دولار قرعة المباريات الفردية والزوجية                | كريستيانا فيراندو 6–0، 6–2                               | قوه هانيو                           | قوه شانشان تانغ هوتشين                | تشانغ يينغ شون فانغيينغ تشين جياهوى كانغ جياكي                                    |
| 20 فبراير | نانجينغ، الصين ملعب صلب 15٬000 دولار قرعة المباريات الفردية والزوجية                | لي ييهونغ تشانغ يينغ 5–7، 6–3، [10–3]                    | قوه هانيو تانغ هوتشين               | قوه شانشان تانغ هوتشين                | تشانغ يينغ شون فانغيينغ تشين جياهوى كانغ جياكي                                    |
| 20 فبراير | شرم الشيخ، مصر ملعب صلب 15٬000 دولار قرعة المباريات الفردية والزوجية                | إميلي ويبلي سميث 6–3، 6–4                                | جوليا تيرزيسكا                      | آنا فرلجيتش يوليا هاتوك               | نوريا باريزاس دياز شيلبي تالكت بريت غوكينز بيمرا أوزجن                            |
| 20 فبراير | شرم الشيخ، مصر ملعب صلب 15٬000 دولار قرعة المباريات الفردية والزوجية                | فيرونيكا كابشاي جوليا تيرزيسكا 6–3، 2–6، [10–7]          | بيمرا أوزجن آنا فرلجيتش             | آنا فرلجيتش يوليا هاتوك               | نوريا باريزاس دياز شيلبي تالكت بريت غوكينز بيمرا أوزجن                            |
| 20 فبراير | بالما نوفا، إسبانيا ملعب ترابي $15،000 قرعة المباريات الفردية والزوجية              | أولغا سايز لارّا 6–4، 6–7(3–7)، 6–2                       | إيريني بورييو إسكوريهويلا           | كاتارينا كيرلاخ جوليا جاتو مونتيكوني  | لورين إمبري مارتينا كولمنيا إيفا غيريرو ألفاريز ماجدالينا فريتش                   |
| 20 فبراير | بالما نوفا، إسبانيا ملعب ترابي $15،000 قرعة المباريات الفردية والزوجية              | كاتارينا كيرلاخ كاتارينا هوبغارسكاي 6–4، 6–4             | يفون كافاليه ريميرس أولغا سايز لارّا | كاتارينا كيرلاخ جوليا جاتو مونتيكوني  | لورين إمبري مارتينا كولمنيا إيفا غيريرو ألفاريز ماجدالينا فريتش                   |
| 20 فبراير | الحمامات، تونس ملعب ترابي $15،000 قرعة المباريات الفردية والزوجية                   | هسو تشيه يو 6–2، 2–6، 6–1                                | ساندرا سمير                         | ناستازيا بورنيت جوليا جرابر           | لوكريتسيا ستيفانيني كاملا كيريمباييفا ميريام بيوركلاند غيورغيا ماركيتي            |
| 20 فبراير | الحمامات، تونس ملعب ترابي $15،000 قرعة المباريات الفردية والزوجية                   | هسو تشيه يو ساندرا سمير 6–2، 7–5                         | إيدا جارلسكوج جوليا روزنكفيست       | ناستازيا بورنيت جوليا جرابر           | لوكريتسيا ستيفانيني كاملا كيريمباييفا ميريام بيوركلاند غيورغيا ماركيتي            |
| 20 فبراير | أنطاليا، تركيا ملعب ترابي $15،000 قرعة المباريات الفردية والزوجية                   | كريستينا دينو 6–3، 6–3                                   | ديانا رادانوفيتش                    | باشاك إرايدن أيلة أكسو                | أناستاسيا فاسيليفا بيا كونينغ إيكاترين جورجودزي فيكتوريا كان                      |
| 20 فبراير | أنطاليا، تركيا ملعب ترابي $15،000 قرعة المباريات الفردية والزوجية                   | أيلة أكسو إيكاترين جورجودزي 6–3، 6–1                     | باشاك إرايدن كارين كينل             | باشاك إرايدن أيلة أكسو                | أناستاسيا فاسيليفا بيا كونينغ إيكاترين جورجودزي فيكتوريا كان                      |
| 27 فبراير | كلير، أستراليا ملعب صلب $25،000 قرعة المباريات الفردية والزوجية                     | بياتريس حداد مايا 6–2، 6–2                               | ماركيتا فوندروسوفا                  | ديستاني أيافا تيساه أندريانجافيتريمو  | كاثرين هاريسون فيكتوريا كوزموفا كاتي بولتر شيرازاد ريكس                           |
| 27 فبراير | كلير، أستراليا ملعب صلب $25،000 قرعة المباريات الفردية والزوجية                     | بياتريس حداد مايا جينيفيف لوربيرغس 6–4، 6–3              | أليسون باي إريكا سما                | ديستاني أيافا تيساه أندريانجافيتريمو  | كاثرين هاريسون فيكتوريا كوزموفا كاتي بولتر شيرازاد ريكس                           |
| 27 فبراير | كوريتيبا، البرازيل ملعب ترابي $25،000 قرعة المباريات الفردية والزوجية               | أناستازيا بوتابوفا 6–7(7–9)، 7–5، 6–2                    | أماندا أنيسيموفا                    | إيرينا خروماتشيفا جيل تيخمان          | ماريا تيريزا تورو فلور دانييلا سيغيل كوني بيرين بيرفو سينجيز                      |
| 27 فبراير | كوريتيبا، البرازيل ملعب ترابي $25،000 قرعة المباريات الفردية والزوجية               | غابرييلا سي أندريا غاميز 4–6، 6–2، [10–2]                | لورا بيجوسي جيل تيخمان              | إيرينا خروماتشيفا جيل تيخمان          | ماريا تيريزا تورو فلور دانييلا سيغيل كوني بيرين بيرفو سينجيز                      |
| 27 فبراير | نانجينغ، الصين ملعب صلب $15،000 قرعة المباريات الفردية والزوجية                     | غاو شينيو 4–6، 3–6                                       | تانغ هوتشين                         | تيان ران شون فانجيينغ                 | رن جياكي تشن جياهوى قوه هانيو كانغ جياكي                                          |
| 27 فبراير | نانجينغ، الصين ملعب صلب $15،000 قرعة المباريات الفردية والزوجية                     | سون شيوليو صن زيو 3–6، 1–6                               | أنجلينا جابويفا أولغا بوتشكوفا      | تيان ران شون فانجيينغ                 | رن جياكي تشن جياهوى قوه هانيو كانغ جياكي                                          |
| 27 فبراير | شرم الشيخ، مصر ملعب صلب $15،000 قرعة المباريات الفردية والزوجية                     | كاتي سوان 3–6، 1–6                                       | بيمرا أوزجن                         | جوليا واشيزك جوليا تيرزييسكا          | آنا فرلجيتش فيرونيكا كابشاي يوليا هاتوكو هلين شولسين                              |
| 27 فبراير | شرم الشيخ، مصر ملعب صلب $15،000 قرعة المباريات الفردية والزوجية                     | فيرونيكا كابشاي جوليا واشيزك 4–6، 6–2، [10–5]            | بيمرا أوزجن آنا فرلجيتش             | جوليا واشيزك جوليا تيرزييسكا          | آنا فرلجيتش فيرونيكا كابشاي يوليا هاتوكو هلين شولسين                              |
| 27 فبراير | مشكون، فرنسا ملعب صلب (داخلي) $15،000 قرعة المباريات الفردية والزوجية               | مالوري نويل 7–5، 6–2                                     | لودميلا سامسونوفا                   | إليكسان ليتشيميا غايل ديسبريير        | ديانا مارسنكفيتشا إيكاتيرينا كازيونوفا أليس ماتيوكسي كاميلا روزاتيلو              |
| 27 فبراير | مشكون، فرنسا ملعب صلب (داخلي) $15،000 قرعة المباريات الفردية والزوجية               | كرمن إيلونا ديانا مارسنكفيتشا 6–7(5–7)، 7–6(7–1)، [10–4] | أليس ماتيوكسي كاميلا روزاتيلو       | إليكسان ليتشيميا غايل ديسبريير        | ديانا مارسنكفيتشا إيكاتيرينا كازيونوفا أليس ماتيوكسي كاميلا روزاتيلو              |
| 27 فبراير | قاليور، الهند ملعب صلب $15،000 قرعة المباريات الفردية والزوجية                      | زيل ديساي 6–3، 7–5                                       | ماهاك جاين                          | فاطمة النبهاني لولو رادوفسيك          | ساي سامهيثا تشامارثي بوفانا كالفا ناتاشا بالها ريا بهاتيا                         |
| 27 فبراير | قاليور، الهند ملعب صلب $15،000 قرعة المباريات الفردية والزوجية                      | ناتاشا بالها ريشيكا سانكارا 6–4، 6–2                     | ريا بهاتيا شويتا شاندرا رانا        | فاطمة النبهاني لولو رادوفسيك          | ساي سامهيثا تشامارثي بوفانا كالفا ناتاشا بالها ريا بهاتيا                         |
| 27 فبراير | بالما نوفا، إسبانيا ملعب ترابي $15،000 قرعة المباريات الفردية والزوجية              | إيزابيل والاس 7–6(7–4)، 6–0                              | كاثارينا هوبغارسكي                  | أولغا سايز لارّا يوكي كريستينا شيانغ   | إيفون كافالي رييميرز إيرين بورييو إسكوريهويلا كيمبرلي زيمرمان سنيهاذيفي ريدي      |
| 27 فبراير | بالما نوفا، إسبانيا ملعب ترابي $15،000 قرعة المباريات الفردية والزوجية              | إيرين بورييو إسكوريهويلا كيسينيا شريفوفا 7–5، 6–3        | إينيس مورتا إيزابيل والاس           | أولغا سايز لارّا يوكي كريستينا شيانغ   | إيفون كافالي رييميرز إيرين بورييو إسكوريهويلا كيمبرلي زيمرمان سنيهاذيفي ريدي      |
| 27 فبراير | حمامات، تونس ملعب ترابي $15،000 قرعة المباريات الفردية والزوجية                     | كاميلا سكالا 2–6، 7–5، 6–2                               | كاجا جوفان                          | فيديريكا أرسيدياكونو لينكا جريكوفا    | غايا سانيسي ناستازيا بورنيت إيليني كوردوليمي ulia روزينكفيست                      |
| 27 فبراير | حمامات، تونس ملعب ترابي $15،000 قرعة المباريات الفردية والزوجية                     | ناتاشا بيلودو غايا سانيسي 6–3، 6–2                       | دومينيك كارريغات ساندرا زانيوسكا    | فيديريكا أرسيدياكونو لينكا جريكوفا    | غايا سانيسي ناستازيا بورنيت إيليني كوردوليمي ulia روزينكفيست                      |
| 27 فبراير | أنطاليا، تركيا ملعب ترابي $15،000 قرعة المباريات الفردية والزوجية                   | جورجيا أندريا كراتشون 6–3، 6–2                           | بيا كونينغ                          | ألونا فومينا أناستازيا فرولوفا        | اليونا بوندارينكو إليونورا مولينارو دوو زهيما ماريا فرناند هيرازو                 |
| 27 فبراير | أنطاليا، تركيا ملعب ترابي $15،000 قرعة المباريات الفردية والزوجية                   | جورجيا أندريا كراتشون إيلونا جورجيانا غيوروايي 6–1، 6–4  | أناستازيا فرولوفا ألينا تاراسوفا    | ألونا فومينا أناستازيا فرولوفا        | اليونا بوندارينكو إليونورا مولينارو دوو زهيما ماريا فرناند هيرازو                 |

### مارس
| الأسبوع | البطولة | الفائزات                                                          | الوصيفات                                     | المتأهلات لنصف النهائي                   | المتأهلات لربع النهائي                                                           |
| ------- | --- | ----------------------------------------------------------------- | -------------------------------------------- | ---------------------------------------- | -------------------------------------------------------------------------------- |
| 6 مارس  | Zhuhai Open زوهاي، الصين ملعب صلب $60،000 Singles – Doubles                                                           | دينيشا آليرتوفا 6–3، 2–6، 6–4                                     | تشينغ سيساي                                  | مارينا زانيفسكا أنس جابر                 | هيش سو وي أرانتشا روس Gao Xinyu تشانغ كاي تشن                                    |
| 6 مارس  | Zhuhai Open زوهاي، الصين ملعب صلب $60،000 Singles – Doubles                                                           | ليسلي كيرخوف ليدزيا ماروزافا 6–4، 6–2                             | ليودميلا كيتشينوك ناديا كيتشينوك             | مارينا زانيفسكا أنس جابر                 | هيش سو وي أرانتشا روس Gao Xinyu تشانغ كاي تشن                                    |
| 6 مارس  | ميلدورا، أستراليا Grass $25،000 قرعة المباريات الفردية والزوجية                                                       | فيكتوريا كوزموفا 6–2، 6–4                                         | كاتي بولتر                                   | نوبون ليرتشيواكارن كريستي آهن            | غابرييلا تايلور أيانو شيميزو أبيغيل تيري-أبيسا شيرازاد ريكس                      |
| 6 مارس  | ميلدورا، أستراليا Grass $25،000 قرعة المباريات الفردية والزوجية                                                       | نوبون ليرتشيواكارن لو جياجينغ 6–4، 1–6، [10–8]                    | تيساه أندريانجافيتريمو شيرازاد ريكس          | نوبون ليرتشيواكارن كريستي آهن            | غابرييلا تايلور أيانو شيميزو أبيغيل تيري-أبيسا شيرازاد ريكس                      |
| 6 مارس  | ساو باولو، البرازيل ملعب ترابي $25،000 قرعة المباريات الفردية والزوجية                                                | إيرينا خروماتشيفا 6–2، 6–1                                        | لورا بيجوسي                                  | ماريا تيريزا تورو فلور أماندا كاريراس    | غابرييلا سي بولا بادوسا جيبرت كوني بيرين فاندا لوكاش                             |
| 6 مارس  | ساو باولو، البرازيل ملعب ترابي $25،000 قرعة المباريات الفردية والزوجية                                                | كاتالينا بيلا دانييلا سيغيل 7–5، 3–6، [10–5]                      | غابرييلا سي أندريا غاميز                     | ماريا تيريزا تورو فلور أماندا كاريراس    | غابرييلا سي بولا بادوسا جيبرت كوني بيرين فاندا لوكاش                             |
| 6 مارس  | كيو تشالنجر يوكوهاما، اليابان ملعب صلب $25،000 قرعة المباريات الفردية والزوجية                                        | أكيكو أومي 7–5، 6–2                                               | مايو هيبي                                    | ميو كاتو جونري ناميجاتا                  | إريكا سما ميغومي نيشي موتو غالينا فوسكوبويفا لي يا-هسوان                         |
| 6 مارس  | كيو تشالنجر يوكوهاما، اليابان ملعب صلب $25،000 قرعة المباريات الفردية والزوجية                                        | آياكا أوكونو إريكا سما 6–4، 6–4                                   | كاناكو موريساكي مينوري يونيهارا              | ميو كاتو جونري ناميجاتا                  | إريكا سما ميغومي نيشي موتو غالينا فوسكوبويفا لي يا-هسوان                         |
| 6 مارس  | شرم الشيخ، مصر ملعب صلب $15،000 قرعة المباريات الفردية والزوجية                                                       | كاتي سوان 6–4، 7–5                                                | جوليا فاشاتسيك                               | بولينا مونوفا ماري بينوا                 | نينا كروجر ساي سامهيثا تشامارثي فاليريا ستراخوفا أناستازيا فدوفينكو              |
| 6 مارس  | شرم الشيخ، مصر ملعب صلب $15،000 قرعة المباريات الفردية والزوجية                                                       | أولغا دوروشينا بولينا مونوفا انسحاب                               | تيريزا ميهاليكوفا جوليا تيرزييسكا            | بولينا مونوفا ماري بينوا                 | نينا كروجر ساي سامهيثا تشامارثي فاليريا ستراخوفا أناستازيا فدوفينكو              |
| 6 مارس  | أميان، فرنسا ملعب ترابي (داخلي) $15،000 قرعة المباريات الفردية والزوجية                                               | أودري ألبي 6–3، 6–4                                               | كاميلا روساتييلو                             | ليا تولي ديانا مارسنكفيتشا               | كلوتيلدي دي برناردي تاييسيا مورديرغير ديبورا كيرفس جوليا مورليه                  |
| 6 مارس  | أميان، فرنسا ملعب ترابي (داخلي) $15،000 قرعة المباريات الفردية والزوجية                                               | كاميلا روساتييلو ميلاني ستوك 6–3، 6–0                             | كرمن إيلونا ديانا مارسنكفيتشا                | ليا تولي ديانا مارسنكفيتشا               | كلوتيلدي دي برناردي تاييسيا مورديرغير ديبورا كيرفس جوليا مورليه                  |
| 6 مارس  | كاندية، اليونان ملعب ترابي $15،000 قرعة المباريات الفردية والزوجية                                                    | ديانا رادانوفيتش 7–5، 6–3                                         | جوليا جاتو مونتيكوني                         | لوتشيتزيا ستيفانيني ميكايلا أونتشوفا     | رالوكا جورجيانا شيربان أوانا جورجيتا سيميوني كريستينا إيني ألكسندرا بيربر        |
| 6 مارس  | كاندية، اليونان ملعب ترابي $15،000 قرعة المباريات الفردية والزوجية                                                    | ميكايلا أونتشوفا فرانشيسكا بالميجيانو 6–4، 6–3                    | أوانا جورجيتا سيميوني رالوكا جورجيانا شيربان | لوتشيتزيا ستيفانيني ميكايلا أونتشوفا     | رالوكا جورجيانا شيربان أوانا جورجيتا سيميوني كريستينا إيني ألكسندرا بيربر        |
| 6 مارس  | سولارينو، إيطاليا موكيت $15،000 قرعة المباريات الفردية والزوجية                                                       | بترا كرجسوفا 6–2، 5–7، 6–0                                        | ناتاليا فاجدوفا                              | جورجينا غارسيا بيريز مارتا بايغينا       | دالينا سبيرتيري تاتيانا بييري آنا ريموندينا ستيفانيا روبيني                      |
| 6 مارس  | سولارينو، إيطاليا موكيت $15،000 قرعة المباريات الفردية والزوجية                                                       | لورا-إيونا أندري بترا كرجسوفا 6−0، 6−3                            | يلينا إن-ألبون تاتيانا بييري                 | جورجينا غارسيا بيريز مارتا بايغينا       | دالينا سبيرتيري تاتيانا بييري آنا ريموندينا ستيفانيا روبيني                      |
| 6 مارس  | الحمامات، تونس ملعب ترابي $15،000 قرعة المباريات الفردية والزوجية                                                     | كاميلا سكالا 1–6، 6–3، 6–3                                        | ساندرا زانيوسكا                              | إيزابيلا شنيكوفا فيديريكا أرتشيدياكونو   | كاتارينا كيرلاخ جايد سوفرايين أني ميجاتشيكا ناتاشا بيلودو                        |
| 6 مارس  | الحمامات، تونس ملعب ترابي $15،000 قرعة المباريات الفردية والزوجية                                                     | ساندرا جامريخوفا يوليا كوليكوفا 7–5، 7–6(7–5)                     | مارجريتا لازاريفا إيزابيلا شنيكوفا           | إيزابيلا شنيكوفا فيديريكا أرتشيدياكونو   | كاتارينا كيرلاخ جايد سوفرايين أني ميجاتشيكا ناتاشا بيلودو                        |
| 6 مارس  | أنطاليا، تركيا ملعب ترابي $15،000 قرعة المباريات الفردية والزوجية                                                     | أندريا ميتو 2–6، 3–6                                              | أيلا أكسو                                    | باشاك إرايدن جورجيا أندريا كراتشون       | مارينا تشيرنيشوفا بيا كونينغ ميليس سيزر كارولينا موتشوفا                         |
| 6 مارس  | أنطاليا، تركيا ملعب ترابي $15،000 قرعة المباريات الفردية والزوجية                                                     | أناستازيا فرولوفا ألينا تاراسوفا 5–7، 1–6                         | باربورا ميكلوفا كارولينا موتشوفا             | باشاك إرايدن جورجيا أندريا كراتشون       | مارينا تشيرنيشوفا بيا كونينغ ميليس سيزر كارولينا موتشوفا                         |
| 6 مارس  | أورلاندو، الولايات المتحدة ملعب ترابي 15،000$ قرعة المباريات الفردية والزوجية                                         | ماري بوزكوفا 5–7، 7–5، 0–6                                        | فيكتوريا رودريغيز                            | إليزافييتا إيانشوك إميليانا أرانجو       | هسو تشيه يو ساناز ماراند كوين جليسون كيارا شول                                   |
| 6 مارس  | أورلاندو، الولايات المتحدة ملعب ترابي 15،000$ قرعة المباريات الفردية والزوجية                                         | إيمينا بيكتاس ساناز ماراند 1−6، 3−6                               | كيارا شول مارسيلا زكرياس                     | إليزافييتا إيانشوك إميليانا أرانجو       | هسو تشيه يو ساناز ماراند كوين جليسون كيارا شول                                   |
| 13 مارس | Pingshan Open شنجن (الصين)، الصين ملعب صلب $60٬000 فردي - زوجي                                                        | إيكاترينا ألكسندروفا 6–2، 7–5                                     | أرينا سابالينكا                              | آنا كالينسكايا لو جينغجينغ               | هيش سو وي أنس جابر دينيسا أليرتوفا فيرا لابكو                                    |
| 13 مارس | Pingshan Open شنجن (الصين)، الصين ملعب صلب $60٬000 فردي - زوجي                                                        | ليودميلا كيتشينوك ناديا كيتشينوك 6–4، 6–4                         | إري هوزمي فاليريا سافينيخ                    | آنا كالينسكايا لو جينغجينغ               | هيش سو وي أنس جابر دينيسا أليرتوفا فيرا لابكو                                    |
| 13 مارس | شرم الشيخ، مصر ملعب صلب $15٬000 قرعة المباريات الفردية والزوجية                                                       | بولينا مونوفا 2–6، 7–5، 6–4                                       | إيليكسان لوكيميا                             | مارغاريتا سكرابينا أولغا دوروشينا        | جوليا واشاتشيك يانا سيزيكوفا فاليريا ستراكوفا ماري بينوا                         |
| 13 مارس | شرم الشيخ، مصر ملعب صلب $15٬000 قرعة المباريات الفردية والزوجية                                                       | أولغا دوروشينا بولينا مونوفا 6–1، 6–1                             | يانا سيزيكوفا فاليريا ستراكوفا               | مارغاريتا سكرابينا أولغا دوروشينا        | جوليا واشاتشيك يانا سيزيكوفا فاليريا ستراكوفا ماري بينوا                         |
| 13 مارس | جونيس، فرنسا ملعب ترابي (indoor) $15٬000 قرعة المباريات الفردية والزوجية                                              | آنا زيا 6–3، 2–6، 7–6(8–6)                                        | بريسيلا هيس                                  | مارين بارتو كيمبرلي زيمرمان              | ديانا مارسنكفيتشا لينا روفر كييارا غريم تايسيا مورديجر                           |
| 13 مارس | جونيس، فرنسا ملعب ترابي (indoor) $15٬000 قرعة المباريات الفردية والزوجية                                              | كرمن إيلونا ديانا مارسنكفيتشا 6–1، 6–4                            | جانا بوزنيخيرينكو إيكاترينا ياشينا           | مارين بارتو كيمبرلي زيمرمان              | ديانا مارسنكفيتشا لينا روفر كييارا غريم تايسيا مورديجر                           |
| 13 مارس | هيراكليون، اليونان ملعب ترابي $15،000 قرعة المباريات الفردية والزوجية نسخة محفوظة 2021-09-20 على موقع واي باك مشين.   | ديانا رادانوفيتش 6–4، 7–6(7–1)                                    | رالوكا جورجيانا شيربان                       | ألكساندرا بيربر تينا لوكاس               | أوسوي مايتان أركونادا ميكايلا بوف شارلوت روبيلارد-ميلتيت كاميلا جيانجريكو كامبيز |
| 13 مارس | هيراكليون، اليونان ملعب ترابي $15،000 قرعة المباريات الفردية والزوجية نسخة محفوظة 2021-09-20 على موقع واي باك مشين.   | رالوكا جورجيانا شيربان أوانا جورجيتا سيميون 3–6، 7–6(7–2)، [10–2] | شارلوت روبيلارد-ميلتيت كارول تشاو            | ألكساندرا بيربر تينا لوكاس               | أوسوي مايتان أركونادا ميكايلا بوف شارلوت روبيلارد-ميلتيت كاميلا جيانجريكو كامبيز |
| 13 مارس | سولارينو، إيطاليا أرضية $15،000 قرعة المباريات الفردية والزوجية                                                       | مارتا بايغينا 6–7(4–7)، 6–3، 6–3                                  | بترا كرجسوفا                                 | ستيفانيا روبيني جورجيا بريسيا            | جورجينا غارسيا بيريز أنستاسيا بريبيلوفا ديبورا كييزا ديا هردجلاش                 |
| 13 مارس | سولارينو، إيطاليا أرضية $15،000 قرعة المباريات الفردية والزوجية                                                       | لورا-إيونا أندري بترا كرجسوفا 6–3، 6–2                            | جورجيا بريسيا يلينا إن-ألبون                 | ستيفانيا روبيني جورجيا بريسيا            | جورجينا غارسيا بيريز أنستاسيا بريبيلوفا ديبورا كييزا ديا هردجلاش                 |
| 13 مارس | حمامات، تونس ملعب ترابي $15،000 قرعة المباريات الفردية والزوجية                                                       | نينا بوتوشنيك 6–0، 6–0                                            | أني ميجاتشيكا                                | كارولينا ألقيس ألكسندرا دولغيرو          | كاتارينا كيرلاخ لولو رادوفسيك مارغريتا لازاريفا جاد سوفارجين                     |
| 13 مارس | حمامات، تونس ملعب ترابي $15،000 قرعة المباريات الفردية والزوجية                                                       | أرينا فولتز نينا بوتوشنيك 6–4، 6–3                                | فالنتين باشير إيما ليني                      | كارولينا ألقيس ألكسندرا دولغيرو          | كاتارينا كيرلاخ لولو رادوفسيك مارغريتا لازاريفا جاد سوفارجين                     |
| 13 مارس | أنطاليا، تركيا ملعب ترابي $15،000 قرعة المباريات الفردية والزوجية                                                     | صوفيا شاباتافا 2–6، 7–6(7–3)، 7–6(7–5)                            | أيلا أكسو                                    | ألينا تاراسوفا ديا إفتيموفا              | ني ما تشوما أناستازيا فرولوفا مو شونا صوفيا كوفالتس                              |
| 13 مارس | أنطاليا، تركيا ملعب ترابي $15،000 قرعة المباريات الفردية والزوجية                                                     | أناستازيا فرولوفا ألينا تاراسوفا 7–5، 6–1                         | ديا إفتيموفا جاسمينا تينجيتش                 | ألينا تاراسوفا ديا إفتيموفا              | ني ما تشوما أناستازيا فرولوفا مو شونا صوفيا كوفالتس                              |
| 13 مارس | تامبا، الولايات المتحدة ملعب ترابي $15،000 قرعة المباريات الفردية والزوجية                                            | ميشيل لارشر دي بريتو 6–2، 6–0                                     | فيكتوريا رودريغيز                            | ماري أوساكا أليكسا غواراشي               | هسو تشيه يو ريناتا زارازوا نيكول ميليشار ماريا ماتياس                            |
| 13 مارس | تامبا، الولايات المتحدة ملعب ترابي $15،000 قرعة المباريات الفردية والزوجية                                            | أليكسا غواراشي هسو تشيه يو 6–3، 4–6، [10–4]                       | إيمينا بيكتاس ساناز ماراند                   | ماري أوساكا أليكسا غواراشي               | هسو تشيه يو ريناتا زارازوا نيكول ميليشار ماريا ماتياس                            |
| 20 مارس | مورنينجتون، أستراليا ملعب ترابي $25،000 قرعة المباريات الفردية والزوجية نسخة محفوظة 2017-03-28 على موقع واي باك مشين. | ديستاني أيافا 6–2، 4–6، 6–2                                       | باربورا كرجتشيكوفا                           | ليزيت كابرييرا غابرييلا تايلور           | تيساه أندريانجافيتريمو فاراتشايا وونجتينتشاي جوليا غلوشكو أوليفيا تجاندراموليا   |
| 20 مارس | مورنينجتون، أستراليا ملعب ترابي $25،000 قرعة المباريات الفردية والزوجية نسخة محفوظة 2017-03-28 على موقع واي باك مشين. | بريسيلا هون فاني ستولار 6–1، 7–5                                  | جيسيكا مور فاراتشايا وونجتينتشاي             | ليزيت كابرييرا غابرييلا تايلور           | تيساه أندريانجافيتريمو فاراتشايا وونجتينتشاي جوليا غلوشكو أوليفيا تجاندراموليا   |
| 20 مارس | بولا، إيطاليا ملعب ترابي $25،000 قرعة المباريات الفردية والزوجية                                                      | كاتارينا زافاتسكا 6–1، 6–3                                        | كلوي باكيوت                                  | فيونا فيرو بيانكا أندريسكو               | أولغا سآيز لاررا ديا هردجلاش مارتينا تريفيسان باشاك إرايدن                       |
| 20 مارس | بولا، إيطاليا ملعب ترابي $25،000 قرعة المباريات الفردية والزوجية                                                      | أوليسيا بيرفوشينا دايانا يستريمسكا 6–4، 6–4                       | تارا مور كوني بيرين                          | فيونا فيرو بيانكا أندريسكو               | أولغا سآيز لاررا ديا هردجلاش مارتينا تريفيسان باشاك إرايدن                       |
| 20 مارس | شرم الشيخ، مصر ملعب صلب $15،000 قرعة المباريات الفردية والزوجية                                                       | جوليا واشاشيك 6–2، 3–6، 2–6                                       | جودي آنا براج                                | سوزي لاركن كليمانس فايل                  | ميلاني كلافنير إميلي ويبلي سميث ايلينا-تيودورا كادار كارولين روميو               |
| 20 مارس | شرم الشيخ، مصر ملعب صلب $15،000 قرعة المباريات الفردية والزوجية                                                       | تيريزا ميهاليكوفا آنا مورجينا 6–2، 4–6، [5–10]                    | لي يوينو منغ ران                             | سوزي لاركن كليمانس فايل                  | ميلاني كلافنير إميلي ويبلي سميث ايلينا-تيودورا كادار كارولين روميو               |
| 20 مارس | لو هافر، فرنسا ملعب ترابي (داخلي) $15،000 قرعة المباريات الفردية والزوجية                                             | مارين بارتو 1–6، 5–7                                              | بريسيا هيز                                   | كيمبرلي زيمرمان غانا بوزنيخيرينكو        | تيو غرافويل كرمن إيلونا دايانا نيجرينو كاثرين شانتراين                           |
| 20 مارس | لو هافر، فرنسا ملعب ترابي (داخلي) $15،000 قرعة المباريات الفردية والزوجية                                             | إلين بوكنز كيمبرلي زيمرمان 6–7(5–7)، 3–6                          | فاطمة النبهاني دايانا نيجرينو                | كيمبرلي زيمرمان غانا بوزنيخيرينكو        | تيو غرافويل كرمن إيلونا دايانا نيجرينو كاثرين شانتراين                           |
| 20 مارس | هيراكليون، اليونان ملعب ترابي $15،000 قرعة المباريات الفردية والزوجية                                                 | أولغا يانتشوك 6–3، 6–2                                            | ميريام كولودجيجوفا                           | ألبرتا بريانتي ميشائيلا بويف             | كاميلا جيانجريكو كامبيز بويانا مارينكوفيتش كارول تشاو كارولينا نوفوتنا           |
| 20 مارس | هيراكليون، اليونان ملعب ترابي $15،000 قرعة المباريات الفردية والزوجية                                                 | ميرا أنطونيتش كرمان كور ثاندي 6–0، 6–3                            | أولغا يانتشوك ديسبينا باباميتشايل            | ألبرتا بريانتي ميشائيلا بويف             | كاميلا جيانجريكو كامبيز بويانا مارينكوفيتش كارول تشاو كارولينا نوفوتنا           |
| 20 مارس | نيشيتاما، اليابان ملعب صلب $15،000 قرعة المباريات الفردية والزوجية                                                    | سارة-ربيكا سيكوليتش 6–4، 7–5                                      | شيهو أكيتا                                   | موموكو كوبوري كيوكا أوكامورا             | إريكا سما لي سو-را توري كينارد هارونا أراكاوا                                    |
| 20 مارس | نيشيتاما، اليابان ملعب صلب $15،000 قرعة المباريات الفردية والزوجية                                                    | موموكو كوبوري كوتومي تاكاهاتا 6–1، 6–2                            | شيهو أكيتا إريكا سما                         | موموكو كوبوري كيوكا أوكامورا             | إريكا سما لي سو-را توري كينارد هارونا أراكاوا                                    |
| 20 مارس | أوبيدوس، البرتغال سجادة $15،000 قرعة المباريات الفردية والزوجية                                                       | هارموني تان 6–3، 6–7(5–7)، 6–3                                    | ماريا خوسيه لوكي مورينو                      | ماريا غوتييريز كاراسكو هيلين شولسن       | آنا كلاسن دليلا سبيريتي يانا سيزيكوفا كورينا دينتوني                             |
| 20 مارس | أوبيدوس، البرتغال سجادة $15،000 قرعة المباريات الفردية والزوجية                                                       | مانيشا فوستر هيلين شولسن 7–6(8–6)، 6–1                            | آنا كلاسن إريكا فوغلزانغ                     | ماريا غوتييريز كاراسكو هيلين شولسن       | آنا كلاسن دليلا سبيريتي يانا سيزيكوفا كورينا دينتوني                             |
| 20 مارس | الحمامات، تونس ملعب ترابي $15،000 قرعة المباريات الفردية والزوجية                                                     | أندريا غاميز 6–1، 6–3                                             | جايد سوفريج                                  | كاميلا سكالا إيزابيل والاس               | إيزابيلا شنيكوفا أغنيس بوكتا مارغريتا لازاريفا كارولين فيرنر                     |
| 20 مارس | الحمامات، تونس ملعب ترابي $15،000 قرعة المباريات الفردية والزوجية                                                     | إيزابيلا شنيكوفا شانتال شكاملوفا 7–6(7–5)، 4–6، [10–8]            | مارغريتا لازاريفا ماريا مارفوتينا            | كاميلا سكالا إيزابيل والاس               | إيزابيلا شنيكوفا أغنيس بوكتا مارغريتا لازاريفا كارولين فيرنر                     |
| 20 مارس | أنطاليا، تركيا ملعب ترابي $15،000 قرعة المباريات الفردية والزوجية                                                     | أولغا دانيلوفيتش 6–3، 6–2                                         | جوليا غريبر                                  | مارتا كوستيوك فالنتينا إيفاخنينكو        | يلينا سيميتش إليسا فانلانغدونك كريستينا أوستوجيتش كسينيا ألكان                   |
| 20 مارس | أنطاليا، تركيا ملعب ترابي $15،000 قرعة المباريات الفردية والزوجية                                                     | كسينيا ألكان صوفيا شاباتافا 6–4، 7–5                              | ساندرا جامريخوفا يلينا سيميتش                | مارتا كوستيوك فالنتينا إيفاخنينكو        | يلينا سيميتش إليسا فانلانغدونك كريستينا أوستوجيتش كسينيا ألكان                   |
| 27 مارس | كأس بلوسوم تشوانتشو، الصين ملعب صلب $60،000 الفردي – الزوجي                                                           | تشينغ سيساي 6–2، 6–3                                              | ليو فانجزو                                   | جانغ سو جونج هيروكو كواتا                | زارينا دياز تشانغ كيلين لو جينغجينغ غاو شينيو                                    |
| 27 مارس | كأس بلوسوم تشوانتشو، الصين ملعب صلب $60،000 الفردي – الزوجي                                                           | هان زينيون يي كيويو 6–3، 6–3                                      | هيروكو كواتا تشو لين                         | جانغ سو جونج هيروكو كواتا                | زارينا دياز تشانغ كيلين لو جينغجينغ غاو شينيو                                    |
| 27 مارس | إنجي أوبن دي سين ومارن كرويسي بوبورغ، فرنسا ملعب صلب (داخلي) $60،000 الفردي – الزوجي                                  | إيكاترينا ألكسندروفا 6–2، 6–7(3–7)، 6–3                           | ريتشل هوجينكامب                              | آنا زيا ماركيتا فوندروسوفا               | أن صوفي ميستاتش بيلندا بنشيتش كاتيرينا كوزلوفا مارينا زانيفسكا                   |
| 27 مارس | إنجي أوبن دي سين ومارن كرويسي بوبورغ، فرنسا ملعب صلب (داخلي) $60،000 الفردي – الزوجي                                  | فيرا لابكو بولينا مونوفا 6–3، 6–4                                 | مانو أركانجيولي ماجدالينا فريتش              | آنا زيا ماركيتا فوندروسوفا               | أن صوفي ميستاتش بيلندا بنشيتش كاتيرينا كوزلوفا مارينا زانيفسكا                   |
| 27 مارس | مورنينغتون، أستراليا ملعب ترابي $25،000 قرعة المباريات الفردية والزوجية                                               | شيرازاد ريكس 7–6(7–3)، 6–4                                        | باربورا كرجتشيكوفا                           | زوي هايفز جيسيكا مور                     | أرانتشا روس غابرييلا تايلور ديستاني أيافا ليزيت كابريرا                          |
| 27 مارس | مورنينغتون، أستراليا ملعب ترابي $25،000 قرعة المباريات الفردية والزوجية                                               | جوليا غلوشكو باربورا كرجتشيكوفا 6–4، 2–6، [11–9]                  | جيسيكا مور فاراتشايا وونجتينتشاي             | زوي هايفز جيسيكا مور                     | أرانتشا روس غابرييلا تايلور ديستاني أيافا ليزيت كابريرا                          |
| 27 مارس | بولا، إيطاليا ملعب ترابي $25،000 قرعة المباريات الفردية والزوجية                                                      | بيانكا أندريسكو 6–7(8–10)، 6–2، 7–6(10–8)                         | برناردا بيرا                                 | كاتارينا هوبغارسكي جاسمين باوليني        | كاجا جوفان باشاك إرايدن جورجيا بريشيا أولغا سايز لاررا                           |
| 27 مارس | بولا، إيطاليا ملعب ترابي $25،000 قرعة المباريات الفردية والزوجية                                                      | لينا جيورشيسكا برناردا بيرا 6–2، 6–3                              | برارتانا ثومبار إيفا واكانو                  | كاتارينا هوبغارسكي جاسمين باوليني        | كاجا جوفان باشاك إرايدن جورجيا بريشيا أولغا سايز لاررا                           |
| 27 مارس | كوفو الدولية المفتوحة كوفو (ياماناشي)، اليابان ملعب صلب $25،000 قرعة المباريات الفردية والزوجية                       | مايو هيبي 5–7، 6–3، 6–2                                           | هان نا لاي                                   | إريكا سما كيم نا ري                      | هاروكو كاجي ريكو ساوياناجي بينجتارن بليبويتش إري هوزمي                           |
| 27 مارس | كوفو الدولية المفتوحة كوفو (ياماناشي)، اليابان ملعب صلب $25،000 قرعة المباريات الفردية والزوجية                       | هان نا لاي لوكسيكا كومخوم 6–3، 6–0                                | إيرينا هاياشي روبو كاجيتاني                  | إريكا سما كيم نا ري                      | هاروكو كاجي ريكو ساوياناجي بينجتارن بليبويتش إري هوزمي                           |
| 27 مارس | كامبيناس، البرازيل ملعب ترابي $15،000 قرعة المباريات الفردية والزوجية                                                 | باولا كريستينا غونسالفيس 6–4، 6–4                                 | ستيفاني مارييل بيتي                          | ماريا لورديس كارلي دانا كريمر            | ناتالي كوراتا غابرييلا سي جولييتا لارا إستابل باربارا غاتيكا                     |
| 27 مارس | كامبيناس، البرازيل ملعب ترابي $15،000 قرعة المباريات الفردية والزوجية                                                 | غابرييلا سي ثايزا غرانا بيدريتي 6–1، 6–3                          | ناتالي كوراتا جيفانا توميتا                  | ماريا لورديس كارلي دانا كريمر            | ناتالي كوراتا غابرييلا سي جولييتا لارا إستابل باربارا غاتيكا                     |
| 27 مارس | شرم الشيخ، مصر ملعب صلب $15،000 قرعة المباريات الفردية والزوجية                                                       | لورا-إيونا أندري 6–1، 6–1                                         | أناستازيا فدوفينكو                           | إميلي فرانساتي إميلي ويبلي سميث          | تيريزا ميهاليكوفا ناتاشا بالها لافينيا تانانتا بولينا تشارنيك                    |
| 27 مارس | شرم الشيخ، مصر ملعب صلب $15،000 قرعة المباريات الفردية والزوجية                                                       | لورا إيوانا أندريه ميلاني كلافنير 6–4، 7–5                        | إميلي فرانساتي كايزا رينالدو بيرسون          | إميلي فرانساتي إميلي ويبلي سميث          | تيريزا ميهاليكوفا ناتاشا بالها لافينيا تانانتا بولينا تشارنيك                    |
| 27 مارس | هيراكليون، اليونان ملعب ترابي $15،000 قرعة المباريات الفردية والزوجية نسخة محفوظة 2021-09-20 على موقع واي باك مشين.   | سابرينا سانتاماريا 6–2، 6–0                                       | ميرا أنتونيتش                                | كاميلا جيانجريكو كامبيز مريم كولودجيجوفا | نيكوليتا داسكلو كارول تشاو ميكايلا بويف لورا هاينريكس                            |
| 27 مارس | هيراكليون، اليونان ملعب ترابي $15،000 قرعة المباريات الفردية والزوجية نسخة محفوظة 2021-09-20 على موقع واي باك مشين.   | شارلوت روبيار ميليت كارول تشاو 7–6(7–2)، 4–6، [10–5]              | أنجلينا جابويفا أولغا بوتشكوفا               | كاميلا جيانجريكو كامبيز مريم كولودجيجوفا | نيكوليتا داسكلو كارول تشاو ميكايلا بويف لورا هاينريكس                            |
| 27 مارس | أوبيدوس، البرتغال سجاد $15،000 قرعة المباريات الفردية والزوجية                                                        | نوريا باريزاس دياز 6–4، 6–3                                       | إيدن سيلفا                                   | لورا ساينسبري ماريا خوسيه لوكي مورينو    | كورينا دينتوني مانيشا فوسستر لوسيا كورتيز يوركا هيلين شولسين                     |
| 27 مارس | أوبيدوس، البرتغال سجاد $15،000 قرعة المباريات الفردية والزوجية                                                        | آنا كلاسِن إريكا فوغلسانغ 6–4، 6–1                                 | أوليفيا نيكولز لورا ساينسبري                 | لورا ساينسبري ماريا خوسيه لوكي مورينو    | كورينا دينتوني مانيشا فوسستر لوسيا كورتيز يوركا هيلين شولسين                     |
| 27 مارس | الحمامات، تونس ملعب ترابي $15،000 قرعة المباريات الفردية والزوجية                                                     | أندريا غاميز 6–2، 6–1                                             | إيفون كافالي ريميرس                          | أوانا غافريلا إيزابيلا والاس             | فرناندا بريتو إليني كوردولايِمي إيرين بوريو إسكوريويلا مارغريتا لازاريفا          |
| 27 مارس | الحمامات، تونس ملعب ترابي $15،000 قرعة المباريات الفردية والزوجية                                                     | إيرين بوريو إسكوريويلا إيفون كافالي ريميرس 6–4، 6–3               | شارلوت رومر إيزابيلا والاس                   | أوانا غافريلا إيزابيلا والاس             | فرناندا بريتو إليني كوردولايِمي إيرين بوريو إسكوريويلا مارغريتا لازاريفا          |
| 27 مارس | إسطنبول، تركيا ملعب صلب (داخلي) $15،000 قرعة المباريات الفردية والزوجية                                               | كاتي بولتر 6–3، 3–6، 6–3                                          | أيلا أكسو                                    | فلادا إكشيباروفا كارين بريتزا            | فالنتينا إيفاخنينكو فريا كريستي إيبك أوز بريت غيوكنس                             |
| 27 مارس | إسطنبول، تركيا ملعب صلب (داخلي) $15،000 قرعة المباريات الفردية والزوجية                                               | إيكاترينا كازيونوفا يلينا ريباكينا 6–1، 6–3                       | إيليني دانيليدو فلادا إكشيباروفا             | فلادا إكشيباروفا كارين بريتزا            | فالنتينا إيفاخنينكو فريا كريستي إيبك أوز بريت غيوكنس                             |

## الروابط الخارجية
- "10،600 لاعبة، 1135 حدثًا: جولة الاتحاد الدولي لكرة المضرب العالمية للسيدات لعام 2023 بالأرقام". الاتحاد الدولي لكرة المضرب. اطلع عليه بتاريخ 2024-01-02.
- "أجندة جولة الاتحاد الدولي لكرة المضرب العالمية للسيدات". الاتحاد الدولي لكرة المضرب. اطلع عليه بتاريخ 2024-01-02.
- الاتحاد الدولي لكرة المضرب